# ألونزو هايندمان
ألونزو هايندمان هو سياسي كندي، ولد في 28 يوليو 1890 في نورث دونداس في كندا، وتوفي في 9 أبريل 1940. نشط حزبياً في حزب كندا المحافظ. وقد انتخب عضو مجلس العموم الكندي.